# Palacio de los Ulloa
El palacio de los Ulloa es un edificio renacentista español del siglo XVI situado en Mota del Marqués, provincia de Valladolid. Fue mandado construir por Rodrigo de Ulloa, primer marqués de la Mota, título recibido de Felipe II en 1575. Sus trazas se atribuyen a Rodrigo Gil de Hontañón, arquitecto al que también se atribuye la vecina iglesia de San Martín, siendo Alonso del Pando quien se encargó de su ejecución en calidad de aparejador.

## Edificio
El elemento más característico del palacio es su patio abierto en forma de “U”. Tres de sus lados están formados por dos pisos de arquerías, contando el mayor con diez arcos y las laterales con cinco, abriéndose los de la planta superior al exterior a modo de mirador. Los arcos son rebajados soportados por columnas toscanas. En la segunda planta a la que se accede por la escalera de tipo claustral de dos tiros, hay una balaustrada de piedra entre las columnas. Cierra el patio un muro donde se sitúa la portada.
Se conservan restos de decoración neoclásica y retratos de escuela castellana de hacia 1600. En el lado oeste del edificio hay un amplio terreno cercado, atravesado por el río Bajoz, donde estuvieron los jardines y huertas primitivos. Estos se podían contemplar desde la galería adosada a la crujía occidental. En la actualidad los jardines existentes son de diseño reciente.
El palacio que perteneció, entre otros, en el siglo XIX a la casa de Alba, actualmente está ocupado por las monjas de la Compañía del Salvador que le tienen destinado a casa de espiritualidad.